# MA・KO・TO
『MA・KO・TO』（まこと）は、野々村誠の1枚目のアルバム。

## 収録曲
1. 純情時代
  - 作詞：荒木とよひさ、作曲：馬飼野康二
2. ガラスの都会
  - 作詞：荒木とよひさ、作曲：松下誠
3. 愛していると言わせてくれ
  - 作詞：吉元由美、作曲：馬飼野康二
4. TOKYO・ロンリーナイト
  - 作詞：荒木とよひさ、作曲：関口敏行
5. ナイト・ストレンジャー
  - 作詞：榊杏、作曲：水谷公生
6. 涙のピリオド
  - 作詞：荒木とよひさ、作曲：馬飼野康二
7. ラスト・コール
  - 作詞：榊杏、作曲：松下誠
8. 愛しのシェリーナ
  - 作詞：荒木とよひさ、作曲：熊谷安廣
9. 俺が泣いてる
  - 作詞：吉元由美、作曲：熊谷安廣
10. ヨコハマ・レイニー・アベニュー
  - 作詞：榊杏、作曲：熊谷安廣